# Survival horror
Survival horror is een computerspelgenre gebaseerd op horrorfilms, waarin het primaire doel van de speler is om te ontsnappen aan een gevaar uit horrorfictie zoals zombies of bovennatuurlijke wezens. Het genre maakte gebruik van zowel Westerse als Japanse horrorfilm-elementen.
De term "survival horror" werd voor het eerst gebruikt in de originele Japanse uitgave van Resident Evil (1996),, hoewel ook eerdere spellen zoals Sweet Home en Alone in the Dark al tot dit genre kunnen worden gerekend.

## Gameplay
De gameplay van een survival-horrorspel kenmerkt zich vaak door het feit dat de speler niet of slecht is voorbereid op wat er gaat komen en dus relatief kwetsbaar is. Zo heeft de speler bij aanvang van het spel bijvoorbeeld geen wapenuitrusting of andere hulpmiddelen tot zijn beschikking, maar moet deze in de loop van het spel verzamelen. Dit creëert een gevoel van spanning tijdens het spelen. Sterke wapens zoals men die aantreft in bijvoorbeeld actie- of oorlogsspellen zijn zeldzaam bij survival horror. Tevens is het aantal vijanden vaak groot. De meeste survival horrorspellen zijn singleplayerspellen. Het personage dat de speler bestuurt is doorgaans ook zwakker gebouwd dan dat uit andere spelgenres.
Spellen uit dit genre maken ook gebruik van typische horrorelementen, zoals donkere ruimtes waarin men onverwacht kan worden aangevallen. Levels zijn vaak claustrofobisch en donker, waarbij vijanden vanuit elke mogelijke plek kunnen opduiken.
Surival-horrorspellen maken deel uit van het grotere genre van action-adventurespellen.

## Voorbeelden
- Outlast
- Alone in the Dark
- Until Dawn
- Resident Evil
- Five Nights at Freddy's
- Amnesia: The Dark Descent